# Mark O'Toole
Mark O'Toole (Londres, Reino Unido, 22 de junio de 1963) es un arzobispo católico y es el actual arzobispo de Cardiff y obispo de Menevia.

## Vida y Educación
O'Toole nació en Southwark, Inglaterra, y asistió a la escuela primaria St. Ignatius, Stamford Hill y a la escuela secundaria St Thomas More en Wood Green, y se graduó en 1981 con cuatro niveles 'A' antes de ir a la Universidad de Leicester, donde se graduó con un Bachillerato en geografía en 1984.
Comenzó sus estudios para el sacerdocio en el Seminario Allen Hall en Chelsea y fue ordenado sacerdote el 9 de junio de 1990 por Basil Hume para la Arquidiócesis de Westminster en la Iglesia de San Ignacio, Stamford Hill, Londres.
Entre 1990 y 1992 estudió para un M.Phil. en teología en la Universidad de Oxford.
Entre 2002 y 2008 se desempeñó como secretario privado de Cormac Murphy-O'Connor antes de su nombramiento como rector del Seminario Allen Hall en septiembre del 2008.

## Ministerio Episcopal
El 9 de noviembre del 2013, O'Toole fue nombrado noveno obispo de Plymouth por el Papa Francisco. Recibió su consagración episcopal el 28 de enero de 2014. Fue el primer nuevo obispo de Inglaterra y Gales designado por el papa.
En la homilía de O'Toole durante la Misa de Stella Maris para la gente de mar el 25 de septiembre del 2014 en la Catedral de Plymouth, O'Toole expresó su afinidad con la misión del Apostolado del Mar, la organización benéfica católica que brinda apoyo pastoral y práctico a toda la gente de mar. Dijo que esto se debía a que su abuelo era una especie de marinero y pescador que era dueño de su propio barco y se ganaba la vida comerciando bienes y suministros en la costa oeste de Irlanda.
El 27 de abril del 2022, el Papa Francisco nombró a O'Toole Arzobispo de Cardiff, sucediendo a George Stack. Al mismo tiempo, también lo nombró obispo de Menevia, fusionando así las dos diócesis in persona Episcopi, en la persona del obispo. Su instalación tuvo lugar en la Catedral de Cardiff el 20 de junio de 2022, fiesta de los mártires galeses Santos Julio y Aarón.